# شركة إمدن

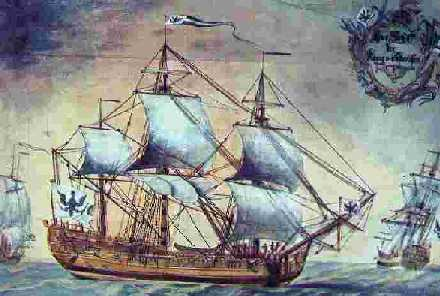
الفرقاطة "ملك بروسيا" في إمدن، صنعت السفينة في لندن وقامت الشركة بشرائها من ملاكها عام 1751.

شركة إمدن (بالألمانية: Emder Ostasiatische Handelskompanie، شركة إمدن للتجارة الشرق آسياوية) هي شركة بروسية تعمل في التجارة البحرية تأسست عام 1751 في مدينة إمدن من أجل التجارة مع مدينة كانتون في الصين. الاسم الكامل للشركة هو الشركة الملكية البروسية الآسياوية من إمدن إلى كانتون والصين (بالألمانية: Königlich Preußische Asiatische Compagnie in Emden nach Canton und China)، لكن غالبا ما تعرف الشركة باسمها المختصر.

## التأسيس
تأسست الشركة بعد ضم ميناء إمدن لمملكة بروسيا في عام 1844 ، الأمر الذي وفر للمملكة ميناءا مطلا على بحر الشمال. وكان الملك فريدريك يأمل في أن تحصل بروسيا على جزء من التجارة الآسياوية المربحة مثلما هو الحال مع شركة الهند الشرقية الإنجليزية وشركة الهند الشرقية الهولندية. وبالرغم من أن نشاط الشركة الصغير كان ناجحا للغاية حيث لم تخسر أي سفينة من سفنها الأربع إلا أنها تجارتها انهارت بعد اندلاع حرب السنوات السبع واحتلال إمدن من قبل القوات الفرنسية عام 1757.

## رأس المال
يبلغ رأس مال الشركة نحو 861,000 تالر وموزع على 1722 سهم بمعدل 500 تالر للسهم الواحد.

## السفن
- ملك بروسيا: اشترتها الشركة بملبغ 70 الف تالر في خريف عام 1751
- قلعة أمدن: صعنت في بريطانيا وهي بطول 51م وعرض 14م، اشترتها الشركة بملبغ 45 الف تالر في خريف عام 1751
- أمير بروسيا: صنعت في أمستردام عام 1719 وهي بطول 51م وعرض 14م، اشترتها الشركة في ديسمبر 1753
- الأمير فرديناند: اشترتها الشركة في 1754